# Cal Joaquim Pàmies
Cal Joaquim Pàmies és un edifici modernista de Reus (Baix Camp) inclòs a l'Inventari del Patrimoni Arquitectònic de Catalunya.

## Descripció
És un edifici d'habitatges construït per Pere Caselles, que fa cantonada amb el carrer del Vent. Està estructurat en planta baixa i quatre pisos més. La façana principal dona al raval de Martí Folguera. En destaca la seva decoració esculpida. Les obertures, que estan disposades de forma regular, són balcons independents amb baranes de ferro forjat amb motius florals, de perfil bombat típic dels balcons modernistes reusencs. La façana és arrebossada i els muntants de les obertures estan treballats en relleu de tipus vegetal molt vistós. A la zona superior de l'edifici hi ha una sanefa amb flors i a manera de remat de l'edifici, una barana de pedra amb motius circulars calats.